# NGC 6252
NGC 6252 (другие обозначения — MCG 14-8-11, ZWG 367.14, NPM1G +82.0086, PGC 58456) — галактика в созвездии Малая Медведица.
Этот объект входит в число перечисленных в оригинальной редакции «Нового общего каталога».